# Українське (Казахстан)
Украї́нське (каз. Украина) — село у складі Жамбильського району Північноказахстанської області Казахстану. Входить до складу Кайранкольського сільського округу, раніше було центром ліквідованої Української сільської ради.
Населення —  (2021; 724 у 2009, 1131 у 1999, 1373 у 1989).
Національний склад станом на 1989 рік:
- росіяни — 49 %
- казахи — 35 %.